# Ivan Žic Rokov
Ivan Žic Rokov (Punat na Krku, 9. rujna 1906. – Krk, 20. veljače 1984.) je bio hrvatski teolog, povjesničar, visoki crkveni dužnosnik, antifašist.

## Životopis
Bogoslovlje je završio u Splitu. Raspoređen je u Krk 1933. gdje je radio sve do smrti.
18 je godina bio tajnikom biskupskog ordinarijata. Kancelarom tog ureda je bio do umirovljenja 1979. godine. Pored toga, bio je generalni vikar Krčke biskupije sve do mirovine. Nakon umirovljenja, 1980. je obnašao dužnost kanonika-dekana obnovljenog krčkog Stolnog kaptola. 
Bio je papinim prelatom naslova monsinjor.

## Nagrade i priznanja
- posebna mirovina odlukom Izvršnog vijeća Sabora SR Hrvatske kao naročitoj zaslužnoj osobi u području znanosti i kulture